# Аянот
Аянот (ивр. עֲיָנוֹת‎, дословно — «Родники») — молодёжная деревня в центральной части Израиля. Расположена недалеко от города Нес-Циона, находится под юрисдикцией регионального совета Ган-Раве. В 2020 году население деревни составляло 394 человек.

## Этимология
Деревня была названа в честь многочисленных родников в этом районе, хотя другие источники утверждают, что оно взято из Второзакония:
Ибо Господь, Бог твой, ведет тебя в землю добрую, в землю, где потоки вод, источники и озера выходят из долин и горВтор. 8:7
Оригинальный текст (иврит)כִּי ה' אֱלֹהֶיךָ מְבִיאֲךָ אֶל-אֶרֶץ טוֹבָה אֶרֶץ נַחֲלֵי מָיִם עֲיָנֹת וּתְהֹמֹת יֹצְאִים בַּבִּקְעָה וּבָהָר
Еврейский национальный фонд писал в 1949 году, что название происходит из арабского языка.

## История
Основание посёлка началось с покупки 140 акров (0,57 км2) земли Адой Маймон в качестве тренировочной фермы для девочек в 1926 году. Деревня была основана 30 марта 1930 года, хотя на этом месте никто не жил, пока 12 января 1932 года сюда не въехали Маймон, десять девушек и охранник; до этого они жили в соседней Нес-Ционе.
Во время Второй мировой войны деревня стала сельскохозяйственной школой и приняла молодых людей, переживших Холокост, которым удалось иммигрировать . Сегодня здесь находится школа-интернат на 180 учеников. Несколько лет назад сельскохозяйственная школа открыла ферму миниатюрных лошадей, и одна из её лошадей заняла второе место на чемпионате мира среди миниатюрных лошадей 2008 года.
В 2010 году молодёжная деревня отметила своё 80-летие.
В Аяноте проводится молодёжная учебная программа «МАСА».

## Население
По данным Центрального статистического бюро Израиля, население на начало 2020 года составляло 394 человека.